# 夏家村 (利津县)
夏家村  ，中华人民共和国山东省东营市利津县北宋镇所辖行政村。位于利津县南部。全村人口56户，198人(2010年底)。耕地面积620亩。行政区划代码370522101244。